# Rohrbach Ro X
Die Rohrbach Ro X Romar ist ein Flugboot der 1920er Jahre und das letzte Modell der Firma Rohrbach Metallflugzeugbau vor ihrer Übernahme durch die Weserflug GmbH. Es sollte auf den transatlantischen Flugverbindungen der Luft Hansa zum Einsatz kommen, wurde aber letztlich in nur geringer Stückzahl produziert.

## Entwicklung
Am 8. August 1927 gab die Luft Hansa bei Rohrbach die Entwicklung eines Langstrecken-Flugboots in Auftrag, das in der Lage sein sollte, zwölf Passagiere oder 1100 kg Fracht zuzüglich vier Besatzungsmitglieder über eine Strecke von 4000 km zu befördern. Die Seetüchtigkeit sollte bis Seegang 5 gewährleistet sein. Die Finanzierung wurde vom Reichsverkehrsministerium übernommen, das im Auftrag des Reichswehrministeriums handelte und Forderungen für eine eventuelle militärische Verwendung umsetzen sollte. Die Entwickler orientierten sich bei der Konstruktion an der zweimotorigen Robbe II von 1927. Sie vergrößerten den Entwurf und erhöhten die Zahl der Triebwerke auf drei. Die einzelnen Baugruppen der ersten von insgesamt drei bestellten Ro X mit der Werknummer 29 wurden im Rohrbach-Werk in Berlin hergestellt, anschließend nach Travemünde zur Erprobungsstelle See transportiert und dort im Sommer 1928 zusammengebaut. Das auf den Namen „Hamburg“ getaufte Flugboot mit dem Kennzeichen D–1693 absolvierte mit Hermann Steindorff fast auf den Tag genau ein Jahr nach der Auftragsvergabe am 7. August 1928 vor anwesenden Vertretern der Luft Hansa und der Reichsmarine seinen Erstflug. Die öffentliche Präsentation fand im Oktober auf der ILA in Berlin mit der auf den Namen „Bremen“ getauften zweiten Romar mit der Werknummer 30 statt. Im gleichen Monat wurde die Erprobung durch die DVL in Travemünde fortgesetzt, die zufriedenstellend verlief. Die Romar erwies sich als robustes und gut zu steuerndes Flugboot und bestand auch die vom 11. bis 13. Dezember durchgeführte Seetüchtigkeitsprüfung bis Seegang 5. Allerdings neigte es bei Leistungszugabe- und -wegnahme zu Nickbewegungen, was aber durch Vergrößerung und Verlagerung des Höhenleitwerks nach oben direkt in den Strömungsbereich der Motoren behoben werden konnte. In einer Sturmnacht vom 16. zum 17. November 1928 riss sich die im Hafen der Seefliegerstation an einer Boje liegende Romar los und wurde auf einen Strand der Pötenitzer Wiek geworfen. Dank der robusten Konstruktion erlitt sie keine größeren Beschädigungen und konnte sich zwei Tage später, als der Wasserstand etwas höher lag, aus eigener Kraft selbst befreien. Der einzige erwähnenswerte Vorfall betraf den schnell behobenen Bruch einer Schwimmerstrebe während der erwähnten Seetüchtigkeitsprüfung, hervorgerufen bei einer Landung quer zur Dünung auf der offenen Ostsee. Das Flugboot konnte danach aus eigener Kraft den Neustädter Hafen anlaufen, wo es nach einigen Stunden der Reparatur wieder voll einsatzfähig war. Nach einer Winterpause wurde die Erprobung im Frühjahr nächsten Jahres fortgesetzt, bei der Steindorff am 17. April 1929 mit 6450 kg Nutzlast 2000 m Höhe erreichen und so einen Weltrekord erzielten konnte. Nach insgesamt 40 Flügen wurde das Programm am 30. Mai für erfolgreich beendet erklärt.

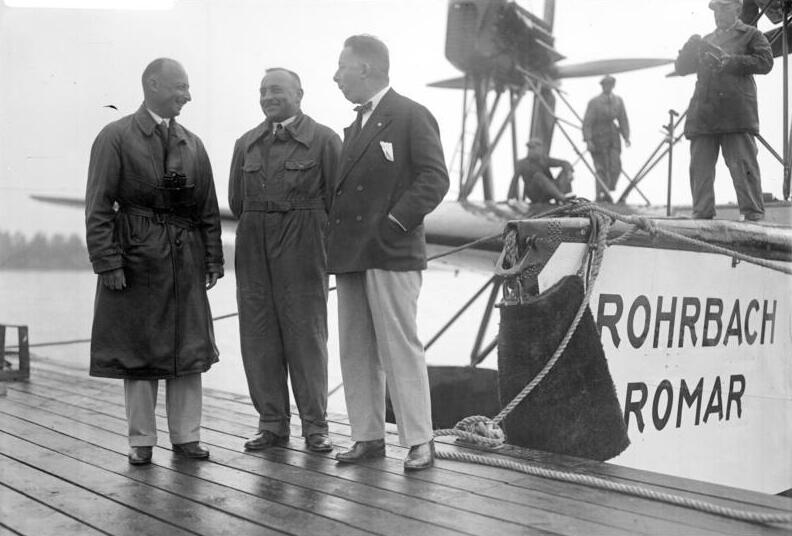
Rohrbach-Cheftestpilot Hermann Steindorff (m.) während der Musterprüfung im August 1928 in Travemünde vor der Romar

Nach Abschluss der Mustererprobung übernahm am 25. Juli 1929 die Luft Hansa die „Hamburg“ und begann ihrerseits mit einigen Eignungstests, die auch einen siebzehnstündigen Langstreckenflug über 2680 km beinhalteten. Dieser wurde am 20. August auf dem Rundkurs Niederlande–Großbritannien–Skandinavien–Deutschland mit einer Durchschnittsgeschwindigkeit von 153 km/h absolviert; die geforderten 173 km/h konnten dabei nicht erzielt werden. Auch die im Entwicklungsauftrag geforderte Reichweite bei entsprechender Nutzlast wurde nicht erreicht, so dass der Beschluss gefasst wurde, die Ro X nur auf kürzeren Strecken im Ostseeraum, dafür aber mit 16 Passagieren, einzusetzen. Das betraf auch die beiden nachfolgend gebauten Flugboote mit den Werknummern 30 und 31, die im August bzw. November 1929 als D–1734 „Bremen“ und D–1747 „Lübeck“ (Erstflug 1. August 1929) an die DLH übergeben wurden.
Zum regulären Einsatz kam es jedoch nicht mehr. Als am 10. September 1929 die „Bremen“ in Travemünde einen Geschwindigkeitsmessflug in niedriger Höhe durchführte, bekam die rechte Tragfläche nach dem Ausfall des Steuerbordmotors Kontakt mit der Wasseroberfläche, was zum sofortigen Absturz führte. Die Besatzung unter Pilot Kaspar blieb unverletzt, die nach Beschädigung des Rumpfboots gesunkene und kurze Zeit darauf wieder gehobene Romar wurde aber wegen zu hoher Kosten nicht wieder aufgebaut. Am 18. November wurde auch die „Hamburg“ beim missglückten Start zu einem Langstreckenflug über Dakar nach Pernambuco schwer beschädigt und lief voll, versank aber aufgrund der eingebauten Schwimmkammern nicht. Sie konnte zwar zurück nach Travemünde geschleppt werden, wurde aber ebenfalls nicht mehr instand gesetzt. Die noch verbliebene Ro X wurde abgestellt und nicht mehr geflogen, aber noch bis 1933 aus Versicherungsgründen im Inventarregister geführt und anschließend verschrottet.
Eine vierte Ro X wurde im Oktober 1929 von französischer Seite in Auftrag gegeben. Sie wurden mit stärkeren Antrieben versehen und als Romar II bezeichnet. Die Endmontage des Modells wurde im Februar 1931 in Travemünde durchgeführt. Am 1. April begann die Überführung nach Frankreich. Sie wurde unterbrochen, als infolge eines defekten Kühlers nach neunstündigem Flug 50 km vor Cherbourg eine Notwasserung bei Seegang 6 durchgeführt werden musste. Die Besatzung konnte die Reparatur vor Ort mit bordeigenen Mitteln durchführen und das Flugboot am 8. April auf dem Seefliegerstützpunkt von St. Raphael bei Marseille übergeben. Es wurde, als F–AKEM in Dienst gestellt, im Mittelmeerraum erprobt und geflogen, bis voranschreitende Korrosionserscheinungen Anfang 1933 zur Verschrottung führten.

## Aufbau

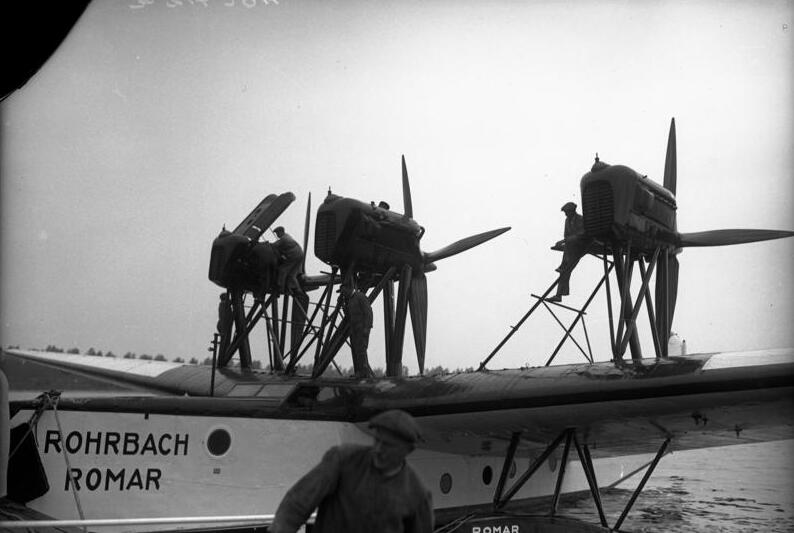
Die drei in Druckkonfiguration angeordneten BMW-VI-Motoren der Romar

Die Ro X Romar ist ein freitragender Schulterdecker in Ganzmetallbauweise.
Rumpf
Das Gerüst wird aus vier mit Glattblech beplankten Längsholmen und Spanten gebildet. Der Bootsrumpf mit 1,47 m Tiefgang besitzt zwei Stufen, eine scharfe Kielung und einen Kreuzerbug. Sechs Schotten mit wasserdicht schließenden Türen sollten die Schwimmfähigkeit auch bei zwei leckgelaufenen Abteilungen erhalten. Für Mitreisende waren zwei hintereinander liegende Kabinen mit dazwischenliegender Toilette und Bordküche vorhanden, die vordere für vier, die hintere für acht Passagiere.
Tragwerk
Der freitragende Tragflügel großer Streckung besitzt einen zur Erhaltung der Schwimmfähigkeit dichtgenieteten Kastenholm, an dem Nasen- und Endkästen klappbar befestigt sind. Die vorderen Flügelkanten beinhalteten interne Kraftstoffbehälter. Die großen, bis zum Flügelende gezogenen Querruder dienen gleichzeitig als Landehilfen. Auf dem Rumpf und auf dem Flügel in Höhe der Stützschwimmer sind auf Streben die drei Druckmotoren angebracht.
Leitwerk
Das Kreuzleitwerk ist ebenfalls aus Ganzmetall, die Höhenflosse ist zum Rumpf hin abgestrebt
Schwimmwerk
Neben dem Bootskörper besitzt die Ro X zur Schwimmfähigkeit zwei abgestrebte, unter den Tragflächen befindliche starre Stützschwimmer aus Ganzmetall.

## Technische Daten

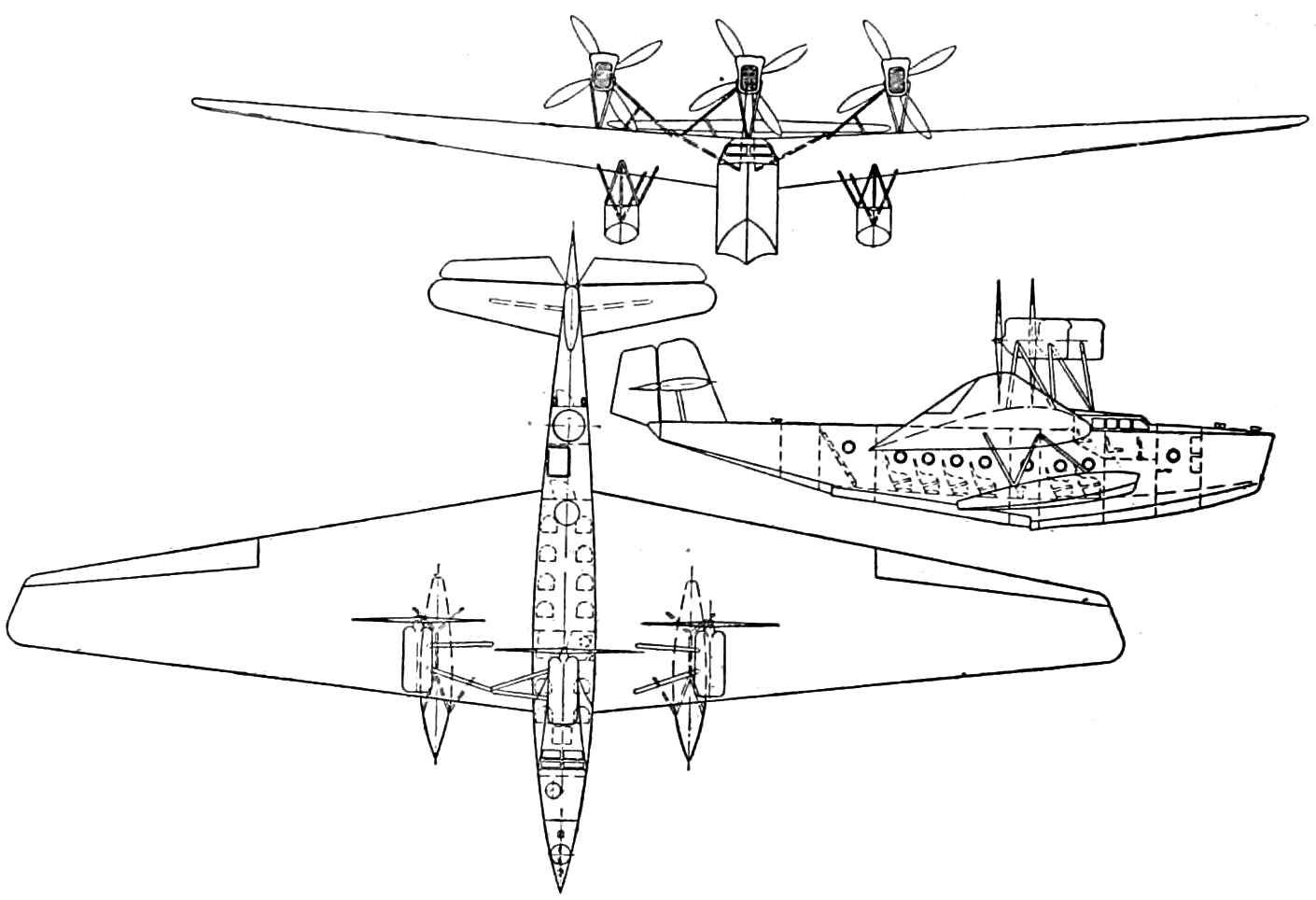
Dreiseitenriss

| Kenngröße                                                         | Daten (Romar I)                                                                                              | Daten (Romar II)                                                                                             |
| ----------------------------------------------------------------- | --- | --- |
| Besatzung                                                         | 5 | 4 |
| Passagiere                                                        | 12–16 | 12–16 |
| Spannweite                                                        | 36,90 m | 36,90 m |
| Länge                                                             | 22,00 m | 22,55 m |
| Höhe                                                              | 8,50 m | 8,47 m |
| Flügelfläche                                                      | 170,00 m² | 170,00 m² |
| Flügelstreckung                                                   | 8 | 8 |
| V-Stellung                                                        | 6° | 6° |
| Flächenbelastung                                                  | k. A. | 115,9 kg/m²                                                                                                  |
| Leermasse                                                         | 9.900 kg | k. A. |
| Rüstmasse                                                         | k. A. | 11.620 kg |
| Startmasse                                                        | 19.000 kg | 19.700 kg |
| Antrieb                                                           | drei flüssigkeitsgekühlte Zwölfzylinder-Viertakt-V-Motoren mit starrer Vierblatt-Holzluftschraube (Ø 4,50 m) | drei flüssigkeitsgekühlte Zwölfzylinder-Viertakt-V-Motoren mit starrer Vierblatt-Holzluftschraube (Ø 4,50 m) |
| Typ                                                               | BMW VI 5,5 ZU                                                                                                | BMW VIIaU |
| Startleistung Kampf- und Steigleistung Nennleistung Dauerleistung | 650 PS (478 kW) 650 PS (478 kW) am Boden 610 PS (449 kW) am Boden 500 PS (368 kW) in 700 m                   | 690 PS (507 kW) 690 PS (507 kW) am Boden 650 PS (478 kW) am Boden 600 PS (441 kW) am Boden                   |
| Kraftstoffvolumen                                                 | maximal 7800 l                                                                                               | maximal 7800 l                                                                                               |
| Höchstgeschwindigkeit                                             | 210 km/h | 228 km/h |
| Reichweite                                                        | maximal 4.000 km                                                                                             | maximal 4.000 km                                                                                             |
| Dienstgipfelhöhe                                                  | 2.800 m | 2.800 m |